# Hamzah Jebur
Hamzah Hussein Jebur, iraški veslač, * 1. marec 1976, Bagdad.
Jebur je bil eden od štirih članov iraške olimpijske odprave na Poletne olimpijske igre 2008 v Peking. Tja se je skupaj s svojim partnerjem Haiderjem Nawzadom uvrstil na povabilo tripartitne komisije. Na igre sta bila povabljena, ker se je pred tem Severna Koreja odpovedala povabilu, da na igre pošlje svoje veslače. Hussein in Nawzad trtrenirata na reki Tigris v osrednejm Bagdadu..
Na igrah sta v dvojnem dvojcu na koncu osvojila 13. mesto.